# Myosorex kihaulei
Espèce
Statut de conservation UICN

 EN  : En danger
Répartition géographique
Myosorex kihaulei est une espèce de musaraignes de la famille des Soricidae endémique du sud de la Tanzanie, où elle n'est connue que dans les monts Udzungwa. Ses habitats naturels sont les forêts et les plantations de montagne subtropicales ou tropicales humides. L'espèce est menacée par la destruction de son habitat et l'Union internationale pour la conservation de la nature a évalué son statut de conservation comme étant « en danger ». Elle a été nommée d'après Philip M. Kihaule, un technicien médico-entomologique qui a considérablement contribué à la documentation des petits mammifères de Tanzanie et a recueilli le spécimen type de cette musaraigne.

## Description
Myosorex kihaulei est longue de 70 à 84 mm, plus 36 à 46 mm pour la queue. Sa fourrure dorsale est brun foncé, chaque poil ayant une base noir brunâtre et la pointe brun clair. La fourrure ventrale est brune, mais pas d'une teinte aussi riche que celle de Myosorex geata (en), autre espèce de Tanzanie à laquelle elle ressemble. Les tubercules de ses pattes postérieures sont gros et arrondis, et ses griffes sont robustes. La queue mesure environ la moitié de la longueur de la tête et du corps combinés.

## Distribution et habitat
Cette musaraigne est endémique de Tanzanie, où elle n'est connue que dans les monts Udzungwa, bien que certains spécimens d'une espèce de Myosorex du mont Rungwe pourraient s'avérer être M. kihaulei. À une certaine époque, ces montagnes faisaient partie d'une ceinture continue de forêt tropicale, mais les changements climatiques ont entraîné la transformation des zones de plaine entre les montagnes en savanes et la forêt de chaque chaîne de montagnes a été séparée des chaînes voisines, ce qui a entraîné un fort endémisme. Cette musaraigne se trouve dans la forêt montagnarde humide, y compris la forêt marécageuse et les zones de bambous, à des altitudes de plus de 1 400 m.

## Statut
On estime que Myosorex kihaulei  occupe au total 1 616 km2. Elle est commune dans les habitats appropriés de son aire de répartition, mais elle est menacée par la déforestation, car ces terres sont défrichées pour la production agricole. On ne sait pas si elle est capable de s'adapter à des habitats dégradés tels que la forêt secondaire, bien qu'un individu ait été trouvé dans une plantation de thé. En raison de ces facteurs, l'Union internationale pour la conservation de la nature a évalué en 2016 son statut de conservation comme étant « en danger ».